# 謝爾普茨

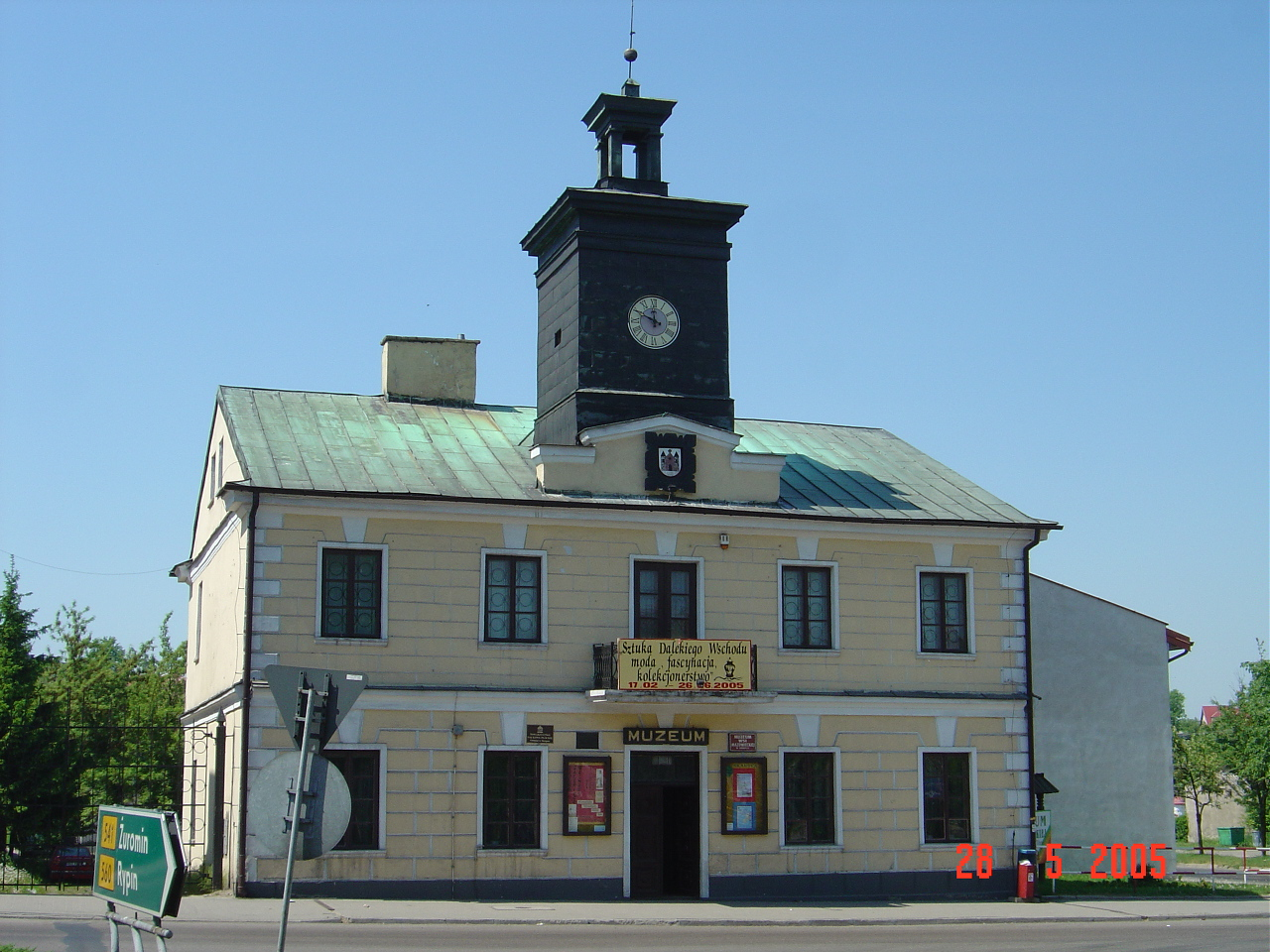

謝爾普茨（波蘭語：Sierpc）是波蘭的城鎮，位於該國北部馬佐夫舍省，距離首都華沙約125公里。面積18.6平方公里，2024年人口16,941。 始建於十世紀，第二次世界大戰期間，納粹德國在1939至1945年期間佔領該鎮。